# Rodolphe (patriarche de Jérusalem)
Pour les articles homonymes, voir Rodolphe.
Rodolphe, ou Raoul, mort en 1192, était évêque de Bethléem puis patriarche latin de Jérusalem dans le royaume croisé de Jérusalem à la fin du XIIe siècle.

## Biographie
Probablement d'origine française, il est élu évêque de Bethléem en 1186.
Dès le 21 octobre 1186, il souscrit à trois chartes du roi Guy de Lusignan à Saint-Jean-d'Acre. Puis il assiste probablement à la défaite de Hattin le 4 juillet 1187 avant que Saladin prenne ses villes épiscopales d'Ascalon le 5 puis de Bethléem le 15 septembre. Néanmoins, Rodolphe reste en Terre sainte.
Dès 1190, il est présent au siège de Saint-Jean-d'Acre, où il souscrit le 7 mai 1191 à un accord entre Conrad de Montferrat et les Vénitiens.
En 1191, il est élevé au patriarcat latin de Jérusalem après la mort de son prédécesseur Héraclius d'Auvergne de maladie au cours de l'hiver 1190-1191.
Il tombe par la suite entre les mains de Saladin où il meurt en captivité et dans les tourments au cours de l'année 1192.